# Емадычино
Емадычино (укр. Ємадичине; до 2025 года — Емадыкино) — село,
Шалыгинский поселковый совет,
Шосткинский район,
Сумская область,
Украина.
Код КОАТУУ — 5921555801. Население по переписи 2001 года составляло 25 человек.

## Географическое положение
Село Емадыкино находится на левом берегу реки Лапуга,
выше по течению на расстоянии в 2,5 км расположено село Ходино,
ниже по течению на расстоянии в 2 км расположен пгт Шалыгино,
на противоположном берегу — село Гудово.